# تری-لیکس (ایندیانا)
تری-لیکس (به انگلیسی: Thorncreek Township) یک منطقهٔ مسکونی در ایالات متحده آمریکا است که در شهرستان ویتلی، ایندیانا واقع شده‌است. تری-لیکس ۴٬۱۶۶ نفر جمعیت دارد و ۲۶۷ متر بالاتر از سطح دریا واقع شده‌است.